# Zhao Yunlei
Zhao Yunlei (Yichang, 15 de agosto de 1986) é uma jogadora de badminton chinesa. bicampeã olímpica, especialista em duplas.

## Carreira
Zhao Yunlei representou seu país nos Jogos Olímpicos de Verão de 2012 conquistando a medalha de ouro, nas duplas femininas e duplas mistas.